# Liste der Flaggen im Bodenseekreis
Diese Liste beinhaltet alle Flaggen im Bodenseekreis in Baden-Württemberg, inklusive historischer Flaggen.
In Baden-Württemberg werden zweibahnige Flaggen verliehen, deren Farben den Wappenfarben entsprechen. Dabei wird oft als erste Farbe der Flagge (links vom Betrachter) die Farbe der Wappenfigur und als zweite Farbe die des Wappengrundes genommen. Flaggen, die vor Inkrafttreten der deutschen Gemeindeordnung 1935 geführt wurden, dürfen beibehalten werden, auch wenn diese nicht den heutigen Bestimmungen in Baden-Württemberg entsprechen.

## Bodenseekreis
| Landkreis     | Flagge | Kommentare |
| Bodenseekreis |        | Wappen am 27. Februar 1976 vom Regierungspräsidium Tübingen verliehen: „In Blau über drei silbernen (weißen) Wellenfäden ein achtspeichiges goldenes (gelbes) Rad ohne Felgen (Mühlrad).“ Flagge: Gelb-Blau. |

## Flaggen der Städte im Bodenseekreis
| Stadt           | Flagge | Kommentare |
| Friedrichshafen |        | Mit Hifthorn beheftete Buche unter Reichsadler in Siegeln seit 1274. Buche von zwei Hifthörnern begleitet in Siegeln vom 15. Jahrhundert. In kleineren Siegeln des 15. und 16. Jahrhunderts entfiel der Adler und Horn befand sich vorne neben der Buche. Horn zuerst schwarz, seit 1885 silbern tingiert: „In gespaltenem Schild vorne in Gold (Gelb) eine bewurzelte grüne Buche, hinten in Rot ein silbernes (weißes) Hifthorn (Mundstück unten) mit goldener (gelber) Fessel und goldenen (gelben) Beschlägen.“ Flagge: Grün-Weiß. |
| Markdorf        |        | In Abdrücken seit 1414 belegte Siegel zeigen Wappen der Herren von Markdorf. Rad im ältesten Siegel zwölfspeichig, in einem Siegel des 16. Jahrhunderts siebenspeichig. Heutiges achtspeichiges Rad seit 1895, basierend auf dem ältesten Siegel der Herren von Markdorf von 1236: „In Gold (Gelb) ein achtspeichiges rotes Rad ohne Felgen (Mühlrad).“ Flagge: Rot-Gelb; Rot mit fünf gelben Spitzen und einem nach unten verschobenen gelben Kreis, belegt mit einem achtspeichigen roten Mühlrad.                                   |
| Meersburg       |        | Burg über See in Siegeln seit 1346 belegt. Gestaltung der Burg im Laufe der Zeit verändert: „In Gold (Gelb) über blauem Wellenschildfuß eine gemauerte rote Burg mit Zinnenturm über dem geöffneten Tor und beiderseitigem Pultdach.“ Flagge: Blau-Gelb. |
| Tettnang        |        | In Abdrücken seit 1469 belegte Siegel zeigen Hund als Wappenfigur: „In Silber (Weiß) ein aufspringender schwarzer Hund mit roter Zunge, goldenem (gelbem) Halsband und goldenem (gelbem) Ring daran.“ Flagge: Schwarz-Weiß. |
| Überlingen      |        | Reichsadler seit Mitte des 13. Jahrhunderts im Siegel. Heutiges Wappen am 3. Februar 1528 vom Kaiser Karl V. verliehen: „In Gold (Gelb) ein schwarzer Adler mit goldenem (gelbem) Brustschild, darin ein golden (gelb) gekrönter und golden (gelb) bewehrter roter Löwe.“ Flagge: Rot-Gelb. |

## Flaggen der Gemeinden im Bodenseekreis
| Gemeinde               | Flagge | Kommentare |
| Bermatingen            |        | Wappen auf Vorschlag des Generallandesarchivs Karlsruhe im Jahre 1902 festgelegt. Flagge am 12. Januar 1979 vom Landratsamt Bodenseekreis verliehen: „In Silber (Weiß) ein aufgerichteter, rot bewehrter und rot bezungter schwarzer Bär.“ Flagge: Schwarz-Weiß. |
| Daisendorf             |        | |
| Deggenhausertal        |        | Wappen und Flagge am 14. April 1977 vom Landratsamt verliehen: „Unter einem von Silber (Weiß) und Grün im Wolkenschnitt geteilten Schildhaupt in Silber (Weiß) eine nach oben geöffnete schwarze Schere mit U-förmigen Griffen.“ Flagge: Grün-Weiß. |
| Eriskirch              |        | Wappen am 30. Juni 1952 von der Abwicklungsstelle des Innenministeriums Württemberg-Hohenzollern, Flagge am 10. April 1981 vom Landratsamt Bodenseekreis verliehen: „In gespaltenem Schild vorne in Blau eine goldene (gelbe) Lilie, hinten in Gold (Gelb) eine blau bedachte silberne (weiße) Kirche mit rechtsstehendem spitzem Turm.“ Flagge: Gelb-Blau. |
| Frickingen             |        | Wappen und Flagge am 5. März 1980 vom Landratsamt verliehen: „In Gold (Gelb) ein blau bewehrter und blau bezungter roter Adler, belegt mit einem zweimal von Gold (Gelb) und Rot schräg geteilten Brustschild.“ Flagge: Rot-Gelb. |
| Hagnau am Bodensee     |        | Traube als Siegelbild im 19. Jahrhundert, Ende des 19. Jahrhunderts von einem Schild mit ruhendem Löwen abgelöst. Wappen und Flagge im Jahre 1963 vom Innenministerium verliehen: „In gespaltenem Schild vorne in Blau ein mit der Krümme zur Spaltung gewendeter goldener (gelber) Abtsstab, hinten in Silber (Weiß) an grünem Rebzweig mit zwei grünen Blättern eine blaue Traube.“ Flagge: Gelb-Blau.                                                                                          |
| Heiligenberg           |        | |
| Immenstaad am Bodensee |        | Ältestes Siegel aus 1583 zeigt Heiligen Jodokus als Pilger mit Krone zu seinen Füßen. Siegel des 19. Jahrhunderts zeigen Attribute des Patrons: Pilgerstäbe, Pilgerflasche und Fürstenkrone. Heutiges Wappen im Jahre 1913 festgelegt: „In rotem Schild mit einem im Wellenschnitt von Blau und Silber (Weiß) geteilten Bord zwei schräg gekreuzte goldene (gelbe) Pilgerstäbe, darüber eine goldene (gelbe) Pilgermuschel, darunter eine goldene (gelbe) Kleeblattkrone.“ Flagge: Gelb-Rot-Gelb. |
| Kressbronn am Bodensee |        | Wappen im März des Jahres 1935 angenommen: „In Silber (Weiß) über zwei jeweils mit schwarzen Stielen zusammenhängenden Dreiergruppen schwarzer Kirschen eine dreilatzige golden (gelb) befranste rote Fahne mit drei goldenen (gelben) Trageringen.“ Flagge: Rot-Weiß. |
| Langenargen            |        | Montfortisches Wappen in Siegeln seit 1899. Flagge am 24. Juni 1982 vom Landratsamt verliehen: „In Silber (Weiß) an drei goldenen (gelben) Trageringen eine dreilatzige, golden (gelb) befranste rote Fahne, oben belegt mit einem kurzen, doppelreihig von Schwarz und Gold (Gelb) gespickelten Balken.“ Flagge: Rot-Weiß. |
| Meckenbeuren           |        | Wappen am 26. September 1938 vom Reichsstatthalter in Württemberg verliehen: „In gespaltenem Schild vorne in Silber (Weiß) eine dreilatzige rote Fahne mit drei roten Trageringen, hinten in Rot ein aufgerichterer silberner (weißer) Windhund mit schwarzem Halsband und silbernem (weißem) Ring daran.“ Flagge: Rot-Weiß. |
| Neukirch               |        | Wappen und Flagge am 14. Februar 1958 vom Innenministerium verliehen: „In Silber (Weiß) an drei roten Trageringen eine dreilatzige rote Fahne, darunter schräg gekreuzt ein gestürztes rotes Schwert und ein roter Abtsstab.“ Flagge: Rot-Weiß. |
| Oberteuringen          |        | Mantelteilung Sankt Martins in Schultheißenamtssiegel von 1930, vor dem Zweiten Weltkrieg wurde Stempelbild in Schild gesetzt und war im Gemeindesiegel und Briefkopf zu sehen. Tingierung 1948 angegeben. Wappen und Flagge am 12. April 1965 vom Innenministerium verliehen: „In Blau auf einem schreitenden silbernen (weißen) Roß der silbern (weiß) gerüstete heilige Martin, mit silbernem (weißem) Schwert seinen goldenen (gelben) Mantel teilend.“ Flagge: Weiß-Blau.                    |
| Owingen                |        | Wappen und Flagge am 19. Mai 1981 vom Landratsamt verliehen: „In Gold (Gelb) ein achtspeichiges, achtschaufliges rotes Mühlrad.“ Flagge: Rot-Gelb. |
| Salem                  |        | Wappen und Flagge am 12. Oktober 1973 vom Innenministerium verliehen: „In Blau ein doppelreihig von Silber (Weiß) und Rot geschachter Schrägbalken (Zisterzienserbalken), überdeckt von einem aus dem Unterrand emporkommenden goldenen (gelben) Abtsstab mit nach links gewendeter Krümme, von einem s-förmigen silbernen (weißen) Velum umschlungen.“ Flagge: Gelb-Blau. |
| Sipplingen             |        | Wappen am 14. Dezember 1582 vom Erzherzog Ferdinand von Österreich, Flagge am 7. Dezember 1957 vom Innenministerium verliehen: „In Silber (Weiß) ein roter Löwe, die Brust belegt mit einer schräglinken natürlichen Rechthand, mit der rechten Pranke einen aus dem Unterrand wachsenden goldenen (gelben) Weinstock mit drei goldenen (gelben) Trauben und drei grünen Blättern, mit der linken ein blaues Rebmesser haltend.“ Flagge: Rot-Weiß.                                                |
| Stetten                |        | |
| Uhldingen-Mühlhofen    |        | Wappen und Flagge am 16. August 1973 vom Innenministerium verliehen: „Von Rot und Silber (Weiß) sechsfach geständert, in den roten Feldern je eine sechsblättrige silberne (weiße) Rose, in den silbernen (weißen) Feldern je drei blaue Wellenleisten übereinander.“ Flagge: Weiß-Rot. |